# Летнянська сільська рада
Летнянська сільська рада — орган місцевого самоврядування у Дрогобицькому районі Львівської області з адміністративним центром у с. Летня.

## Загальні відомості
Історична дата утворення: 19 листопада 1986 року. Водоймища на території, підпорядкованій даній раді: річка Летнянка.

## Населені пункти
Сільській раді підпорядковані населені пункти:
- с. Летня
- с. Коросниця
- с. Рівне

## Склад ради
Рада складається з 20 депутатів та голови.

### Керівний склад ради
| ПІБ                     | Основні відомості                                                               | Дата обрання | Дата звільнення |
| ----------------------- | ------------------------------------------------------------------------------- | ------------ | --------------- |
| Янісів Роман Іванович   | Сільський голова, 1956 року народження, освіта, безпартійний                    | 26.03.2006   | 31.10.2010      |
| Янісів Роман Іванович   | Сільський голова, 1956 року народження, освіта середня спеціальна, безпартійний | 31.10.2010   |                 |
| Бохонок Петро Романович | Сільський голова, 1975 року народження, освіта професійно-технічна              | 26.10.2015   |                 |

Примітка: таблиця складена за даними джерела